# Parallocampa
Parallocampa es un género de dipluro en la familia Campodeidae. Existen por lo menos dos especies descriptas en Parallocampa.

## Especies
Estas dos especies pertenecen al género Parallocampa:
- Parallocampa azteca Silvestri, 1933 i c g
- Parallocampa paupercula Silvestri, 1933 i c g

Fuentes de datos: i = ITIS, c = Catalogue of Life, g = GBIF, b = Bugguide.net